# Condado de Campbell (Virginia)
El condado de Campbell (en inglés: Campbell County) es un condado en el estado estadounidense de Virginia. En el censo de 2010 el condado tenía una población de 54 842 habitantes. Forma parte del área metropolitana de Lynchburg. La sede de condado es Rustburg. El condado fue formado en 1782 a partir de una porción del condado de Bedford. Fue nombrado en honor a William Campbell, un general durante la Guerra de Independencia de los Estados Unidos.

## Geografía
Según la Oficina del Censo, el condado tiene un área total de 1.314 km² (507 sq mi), de la cual 1.305 km² (504 sq mi) es tierra y 7 km² (3 sq mi) (0,55%) es agua.

### Condados adyacentes
- Lynchburg (norte)
- Condado de Amherst (norte)
- Condado de Appomattox (noreste)
- Condado de Charlotte (este)
- Condado de Halifax (sureste)
- Condado de Pittsylvania (suroeste)
- Condado de Bedford (oeste)

## Demografía
En el  censo de 2010, hubo 54 842 personas y 26,097 hogares en el condado. La densidad poblacional era de 108.8 personas por milla cuadrada (42/km²). En 2010 había 23 071 unidades unifamiliares. La demografía del condado era de 81,5% blancos, 14,8% afroamericanos, 0,4% amerindios, 1,1% asiáticos, 0,01% isleños del Pacífico,  y 2,2% de dos o más razas. 2,9% de la población era de origen hispano o latino de cualquier raza.
En 2015-2019 la renta anual mediano para un hogar del condado era de $49 664. La renta per cápita para el condado era de $27 739 y el 10,8% de la población estaba bajo el umbral de pobreza nacional.

## Ciudades y pueblos
- Altavista
- Brookneal
- Concord
- Long Island
- Lynch Station
- Rustburg
- Timberlake